# Прюдомм, Фернан
Фернан Морис Прюдомм (фр. Fernand Maurice Prudhomme; 3 июля 1916, XIII округ Парижа — 29 апреля 1993, Антони) — французский баскетболист. Участник летних Олимпийских игр 1936 года, бронзовый призёр чемпионата Европы 1937 года.

## Биография
Фернан Прюдомм родился 3 июля 1916 года во французском городе Париж.
Играл в баскетбол за парижский «Сен-Ипполит».
В 1936 году вошёл в состав сборной Франции по баскетболу на летних Олимпийских играх в Берлине, занявшей 19-е место. Провёл 2 матча, набрал (по имеющимся данным) 14 очков в матче со сборной Эстонии.
В 1937 году завоевал бронзовую медаль чемпионата Европы в Риге. Провёл 4 матча, набрал 11 очков.
В 1939 году участвовал в чемпионате Европы в Каунасе, где французы заняли 4-е место. Провёл 4 матча, набрал 10 очков.
В 1936—1939 годах провёл за сборную Франции 23 матча, набрал (по имеющимся данным) 62 очка.
Умер 29 апреля 1993 года во французской коммуне Антони.